# Felix Plötz
Felix Plötz (* 27. Juni 1983 in Herten) ist ein deutscher Autor, Unternehmer und Vortragsredner.

## Leben
Felix Plötz ist Diplom-Wirtschaftsingenieur (TU) und gründete 2011 neben seiner Anstellung als Area Sales Manager bei der ABB AG ein Unternehmen.
Das 2013 bei Createspace erschienene Little Life-Changing Booklet erreichte als E-Book und als Printausgabe Platz 1 zum Thema „Motivation“ auf Amazon. Das 2014 im
Selbstverlag erschienene Buch Palmen in Castrop-Rauxel wurde durch Crowdfunding finanziert und u. a. von dem Verleger, Buchautor und Wagniskapitalgeber Florian Langenscheidt unterstützt., Medien wie Welt am Sonntag, RTL West Spiegel Online, Bild oder das Unternehmermagazin Impulse griffen das erschienene Buch bzw. seine Entstehung auf. Gruner + Jahr veröffentlichte in Stern Extra: Träume leben eine gekürzte Fassung des autobiografisch geprägten Vorworts des Buches.
Ein Jahr zuvor gründete Felix Plötz mit dem Journalisten Dennis Betzholz den Buchverlag Plötz & Betzholz, der sich auf Persönlichkeiten aus sozialen Medien (vor allem Youtube) als Autoren spezialisiert. 2015 wurde der Verlag für sein innovatives, digitales Geschäftsmodell mit der Wildcard  der Frankfurter Buchmesse ausgezeichnet und setzte sich damit in dem internationalen Wettbewerb gegen 180 andere Verlags-Startups durch. 2016 übernahmen die Ullstein Buchverlage den jungen Verlag. Plötz führt den Verlag gemeinsam mit Betzholz als Geschäftsführer bis heute fort. Der Verlag hat bereits mehrere SPIEGEL-Bestseller hervorgebracht. Für ihre Arbeit waren die beiden Verleger 2016 für den Young Excellence Award der Frankfurter Buchmesse nominiert.
Plötz hält Vorträge zu den Themen Selbstmotivation, Entrepreneurship und Unternehmergeist im Management.

## Veröffentlichungen
- mit Dennis Betzholz: Palmen in Castrop-Rauxel: Mach dein Leben außergewöhnlich! Plötz & Betzholz, Bad Honnef 2014, ISBN 978-3-00-045743-2.
- Little Life-Changing Booklet: 10 Denkweisen, die dein Weltbild auf den Kopf stellen werden. CreateSpace Independent Publishing Platform, 2013, ISBN 978-1-4826-0834-2. (Neuauflage 2017 unter dem Titel Palmen in Castrop-Rauxel: Vom Mut, Träume zu verwirklichen. Redline Verlag, München 2017, ISBN 978-3-86881-686-0)
- Das 4-Stunden-Startup: Wie Sie Ihre Träume verwirklichen, ohne zu kündigen. Econ, 2016, ISBN 978-3-430-20202-2.